# ترنج (فیلم ۱۳۹۱)
ترنج فیلمی به کارگردانی  و نویسندگی مجتبی راعی محصول سال ۱۳۹۱ است.

## بازیگران
- محمدرضا ناجی
- حسین محجوب
- محمود پاک‌نیت
- اتابک نادری
- محمود نظرعلیان
- محمدرضا داوودنژاد
- رضا باقری
- جواد عاقبت بین